# Kil'mezskij rajon
Il Kil'mezskij rajon (in russo Кильмезский район?) è un rajon dell'Oblast' di Kirov, nella Russia europea. Istituito nel 1929, il cui capoluogo è Kil'mez'.